# Pterogorgia guadalupensis
Pterogorgia guadalupensis är en korallart som beskrevs av Duchassaing och Jean-Louis Hardouin Michelin 1846. Pterogorgia guadalupensis ingår i släktet Pterogorgia och familjen Gorgoniidae. Inga underarter finns listade i Catalogue of Life.